# Mario Gervasoni
Pour les articles homonymes, voir Gervasoni.
Mario Gervasoni, né le 14 avril 1932 à Cabella Ligure et mort le 31 mars 2014 à Novi Ligure, est un coureur cycliste italien, professionnel de 1952 à 1958.

## Palmarès
- 1953
  - 10e étape du Tour du Maroc
- 1956
  - 9e étape du Tour d'Europe

## Résultats sur les grands tours

### Tour d'Italie
- 1952 : 76e[3]
- 1955 : 63e[3]
- 1956 : abandon
- 1957 : abandon